# Beaumont-Monteux
Beaumont-Monteux è un comune francese di 1 093 abitanti situato nel dipartimento della Drôme della regione dell'Alvernia-Rodano-Alpi.

## Società

### Evoluzione demografica
Abitanti censiti